# Pino Rauti

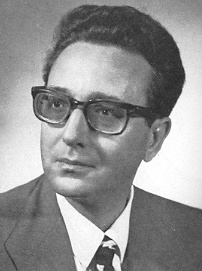
Pino Rauti

Pino Rauti (Cardinale, 19 november 1926 – Rome, 2 november 2012) was een Italiaans politicus.

## Vroege carrière
Op zeventienjarige leeftijd nam Pino Rauti dienst in het Italiaanse leger. In 1945 werd hij door de Britten gevangengenomen, maar hij wist te ontsnappen. Kort daarop werd hij echter door de Fransen opgepakt. In 1946 kwam hij vrij en keerde naar Italië terug. Hij was in dat jaar nauw betrokken bij de oprichting van de Movimento Sociale Italiano (Italiaanse Sociale Beweging), een neofascistische partij.
Hij raakte binnen enkele jaren gedesillusioneerd in de MSI - met name omdat de MSI de kandidatuur voor het presidentschap van de christendemocraat Gronchi steunde en het premierschap van Giuseppe Pella steunden - en stapte in 1956 uit de partij en stichtte de denktank Ordine Nuovo ("Nieuwe Orde") die later betrokken zou zijn bij terroristische aanslagen (overigens had Rauti Ordine Nuovo toen al verlaten).

## Secretaris van de MSI
In 1969 verliet Rauti Ordine Nuovo en werd weer lid van de MSI. In 1972 moest Rauti voor de rechter in Treviso verschijnen omdat hij ervan verdacht was betrokken te zijn geweest bij een aantal terroristische aanslagen. Rauti werd echter vrijgesproken.
In 1979, tijdens het XII partijcongres van de MSI, werd Pino Rauti tot vicesecretaris gekozen. Op 14 december 1987, tijdens het XV partijcongres van de MSI, trad Giorgio Almirante, partijsecretaris, af. Rauti werd naar voren geschoven als beoogd opvolger, maar Gianfranco Fini werd met 727 stemmen tot secretaris gekozen. Rauti kreeg 608 stemmen. Bij de gemeenteraadsverkiezingen in Rome (hier was de MSI altijd vrij populair) in 1989 leed de MSI een nederlaag. Als gevolg hiervan moest Fini als secretaris aftreden. Pino Rauti werd in 1990 tot zijn opvolger gekozen. Bij lokale verkiezingen in 1991 deed de MSI het slecht en moest Rauti het secretarisschap neerleggen. Fini werd opnieuw secretaris.

## Medeoprichter van Fiamma Tricolore
Fini voerde een gematigdere koers dan zijn voorgangers en nam meer afstand van het fascisme. Rauti bekritiseerde deze nieuwe koers. Toen Fini in 1995 de MSI ophief en een nieuwe partij oprichtte, Alleanza Nazionale (Nationale Alliantie), stapte Rauti met een groep medestanders uit de partij. Samen met zijn medestanders richtte hij Movimento Sociale Fiamma Tricolore (Sociale Beweging Driekleurige Vlam), kortweg Fiamma Tricolore, op. Rauti werd tot voorzitter van de nieuwe partij gekozen.
In 2002 trad Rauti als voorzitter van de partij af en Luca Romagnoli volgde hem op. In oktober 2003 stapte Rauti uit Fiamma Tricolore en in 2004 richtte hij Movimento Idea Sociale op. Bij de Europese verkiezingen van 2004 behaalde de partij 0,1% van de stemmen. Bij de regionale verkiezingen van 2005 sloot de MIS zich aan bij het Huis van de Vrijheden.
Voor de Italiaanse parlementsverkiezingen van 2006 heeft Pino Rauti besloten om als kandidaat op de lijst van Forza Italia mee te doen. Niet iedereen binnen Forza Italia is hier blij mee. Met name Rauti's anti-kapitalistische uitspraken wekken irritatie op.
Zijn dochter Isabella is politiek actief en is getrouwd met minister Gianni Alemanno (AN).